# Михаил Кантакузин (Морея)
Михаил Кантакузин (на гръцки: Μιχαήλ Καντακουζηνός; на латински: Michael Kantakuzenos, * ок. 1264/1265, † 1316 в Мистра) е от 1308 до 1316 г. първият управител (epitropos) na византийската провинция Морея и баща на Йоан VI Кантакузин, император на Византийската империя (1341 – 1354).
Той произлиза от византийската благородническа фамилия Кантакузин. Баща му (името му не е известно, вер. Мануил) е военен командир на Морея и пада убит през при Месикли през март 1264 г.
През 1308 г. византийският император Андроник II Палеолог го поставя доживотно за губернатор на Морея.
Михаил Кантакузин се жени ок. 1293 г. за Теодора Ангелина Палеологина (* 1270, † 6 януари 1342), господарка на Лемнос, внучка на Мария Палеологина, сестрата на император Михаил VIII Палеолог. Те имат един син (или вероятно три деца):
- Йоан VI Кантакузин (* ок. 1295, † като монах Йоасаф в Мистра, Пелопонес, Гърция) 10 юни 1383), император на Византийската империя (1347 – 1354), ∞ пр. 1290 за Ирина Асенина († като монахиня в манастир Кира Марта 1369/79), дъщеря на деспота на Морея, Андроник Асен (син на българския цар Иван Асен III и на Ирина Палеологина, дъщеря на византийския император Михаил VIII Дука Комнин Палеолог).

вероятно:
- Никифор Кантакузин, сервастократор
- Не Кантакузина, ∞ Константин Акрополитес, син на Георгиос Акрополитес

След неговата смърт през 1316 г. той е последван от Андроник Асен.